# Режинальд Віллем
Режинальд Віллем (нар. 6 вересня 1977) — колишній бельгійський тенісист.
Найвищу одиночну позицію світового рейтингу — 145 місце досяг 21 серпня 2000, парну — 408 місце — 18 травня 1998 року.

## Титули на челленджерах

### Одиночний розряд: (1)
| Ранг | Рік  | Турнір           | Покриття | Суперник        | Рахунок          |
| ---- | ---- | ---------------- | -------- | --------------- | ---------------- |
| 1.   | 2000 | Кордова, Іспанія | Тверде   | Денис Голованов | 4–6, 7–5, 7–6(4) |